# Stenotabanus atlanticus
Stenotabanus atlanticus är en tvåvingeart som först beskrevs av Johnson 1913.  Stenotabanus atlanticus ingår i släktet Stenotabanus och familjen bromsar.
Artens utbredningsområde är Bermuda. Inga underarter finns listade i Catalogue of Life.